# Mico
Mico  es un género de primates platirrinos compuesto por 14 especies de titís neotropicales. Anteriormente era tratado como un subgénero de Callithrix; ambos géneros pertenecen a la familia Callitrichidae la cual era anteriormente solo una subfamilia (Callitrichinae) de la familia Cebidae.

## Distribución
Son primates típicos de la selva amazónica; solo una especie se aventura fuera de ese gran bioma selvático: el tití de cola negra o tití pardo (Mico melanurus), el cual alcanza por el sur el sector norte del Chaco paraguayo.

## Comportamiento
Tanto las especies del género Mico como las del género Callithrix suelen formar grupos bastante grandes y viven dentro de territorios pequeños, por lo tanto viven en densidades de población altas. Sin embargo, estas reglas generales pueden variar considerablemente entre las diferentes especies Mico. Grupos del tití plateado tienden a poseer territorios muy pequeños, incluso menores a las 10 hectáreas.

## Alimentación
Se alimenta de una dieta variada: exudados de savia de los árboles, frutas, néctar, y hongos, pero también captura pequeños animales como los artrópodos, pichones y huevos de aves, pequeños lagartos y ranas. Están especializados para la explotación de los exudados por sus alargados incisivos inferiores en forma de cincel y una apertura de sus mandíbulas muy ancha que les permite perforar la corteza de los árboles. Su intestino también es especializado, lo que les permite digerir de manera más eficiente que la mayoría de los otros animales. Esta capacidad para alimentarse de los exudados le permite sobrevivir en las zonas donde la fruta es altamente estacional o difícil de conseguir.

## Reproducción

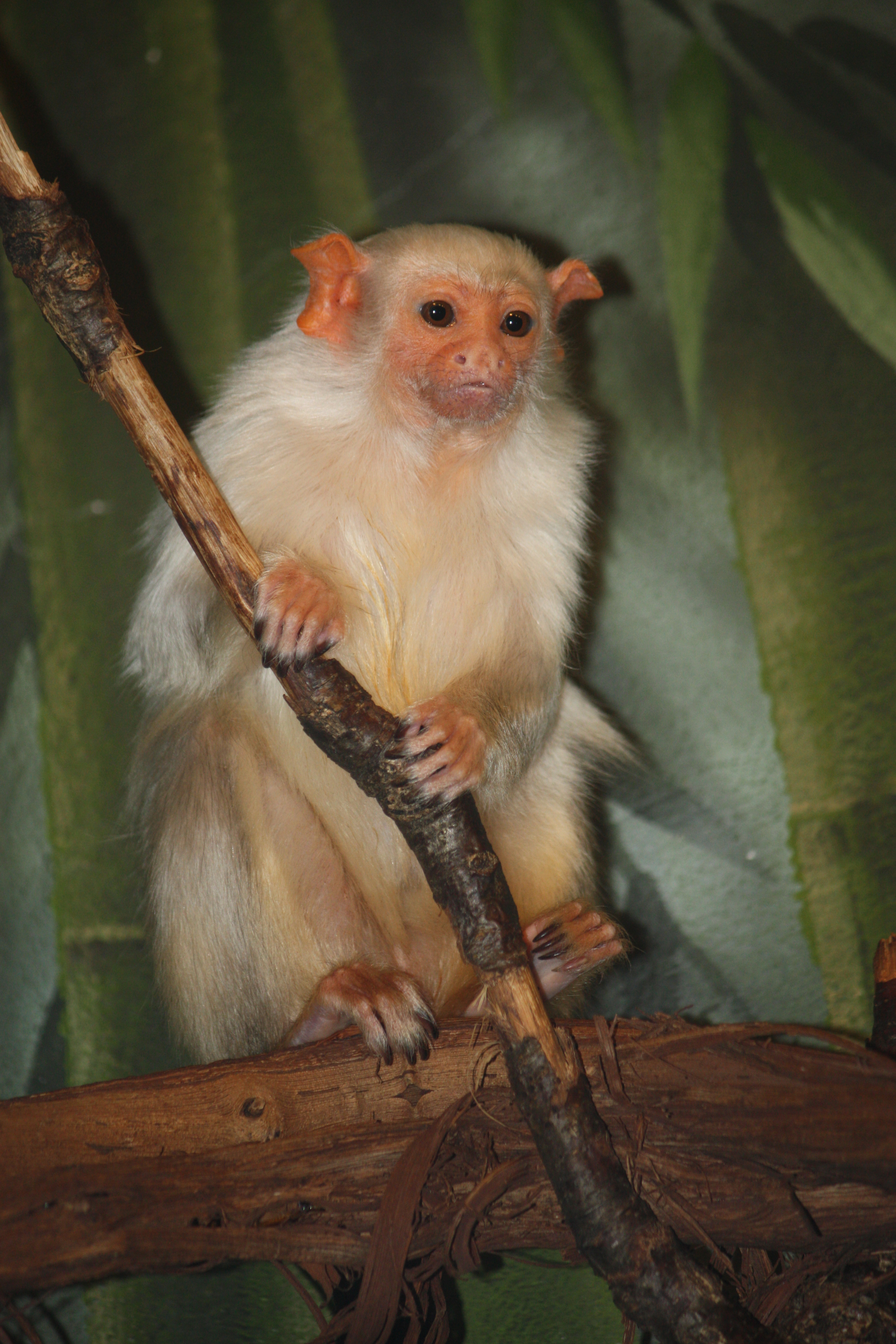
Tití plateado.

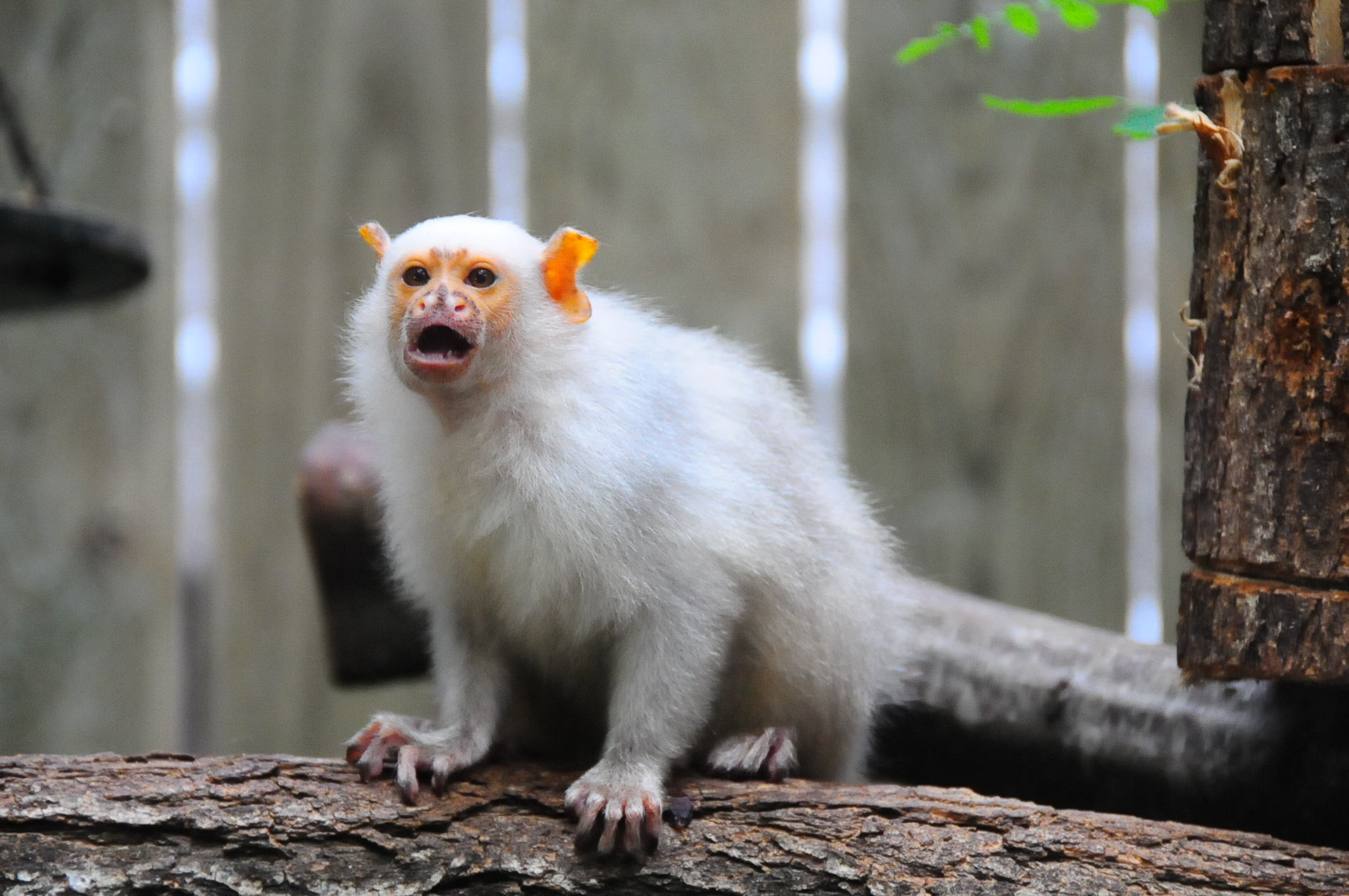
Tití plateado.

Las hembras en general, dan a luz dos o más crías por parto. Después del parto, pueden comenzar a ovular y concebir entre los 15 días y un mes; la ovulación no es inhibida por la lactancia. Las hembras generalmente alcanzan la madurez sexual entre los 12 a 17 meses, y los machos entre los 15 y los 25 meses.

## Especies
- Tití plateado (Mico argentatus)
- Tití blanco (Mico leucippe)
- Tití de Snethlage (Mico emiliae)
- Tití de cola negra (Mico melanurus)
- Tití de cabeza negra (Mico nigriceps)
- Tití de Marca (Mico marcai)
- Tití del Manicoré (Mico manicorensis)
- Tití del Acarí (Mico acariensis)
- Tití oreja de borla (Mico humeralifera)
- Tití de Aripuana (Mico intermedia)
- Tití dorado y blanco (Mico chrysoleuca)
- Tití del Maues (Mico mauesi)
- Tití de cara blanca (Mico saterei)
- Tití de Rondon (Mico rondoni)